# 钟登华
钟登华（1963年11月20日—），男，江西赣县人，中国水利工程学家，中国工程院院士。曾任天津大学校长，中华人民共和国教育部副部长，现任中国农业大学党委书记。中国共产党第十九届中央委员会候补委员。第十四届全国政协委员。

## 生平
1963年11月20日出生于江西省赣县梅林镇桃源村，家里有四兄弟，父母都是当地的农民。中学就读于江西省赣县中学。1985年7月本科毕业于江西工业大学，研究生毕业于天津大学，获天津大学硕士和博士学位。1988年起在天津大学任教。2004年5月，任天津大学副校长。2012年11月，任天津大学常务副校长。2016年9月29日，任天津大学校长。2017年10月，中国共产党第十九次全国代表大会上当选中国共产党第十九届中央委员会候补委员。
2019年2月7日，卸任天津大学校长职务，被任命为中华人民共和国教育部副部长，分管高等教育司、体育卫生与艺术教育司、科学技术司和巡视工作办公室。2022年12月，任中国农业大学党委书记。2023年1月19日，不再任教育部副部长。2023年3月，当选第十四届全国政协委员、农业和农村委员会委员。

## 荣誉
2009年，当选中国工程院院士。2004年，获第八届中国青年科技奖。2005年、2007年，两次获国家科技进步二等奖。2008年获第七届光华工程科技奖青年奖。